# 兵庫県道192号尼崎港崇徳院線
兵庫県道192号尼崎港崇徳院線（ひょうごけんどう192ごう あまがさきこうすとくいんせん）は、兵庫県尼崎市を通る一般県道である。

## 概要
尼崎市末広町1丁目から尼崎市大庄北4丁目に至る。

### 路線データ
- 起点：尼崎市末広町1丁目（末広町1丁目交差点、阪神高速5号湾岸線 尼崎末広出入口）
- 終点：尼崎市大庄北4丁目（西大島交差点、国道2号交点、兵庫県道42号尼崎宝塚線起点）
- 総延長：3.431 km[要出典]

## 路線状況

### 別名
- 尼宝線（西大島交差点以北は主要地方道の兵庫県道42号尼崎宝塚線の通称となる）

### 道路施設

#### 橋梁
- 大浜橋（西堀運河、尼崎市）

## 地理

### 通過する自治体
- 尼崎市

### 交差する道路
| 交差する道路                       | 交差する場所  | 交差する場所               |
| ---------------------------------- | ------------- | -------------------------- |
| 阪神高速5号湾岸線                  | 末広町1丁目   | 5-07 尼崎末広出入口 / 起点 |
| 兵庫県道341号甲子園尼崎線 / 臨港線 | 元浜町5丁目   | 元浜交差点                 |
| 国道43号                           | 武庫川町2丁目 | 武庫川交差点               |
| 国道2号 兵庫県道42号尼崎宝塚線     | 大庄北4丁目   | 西大島交差点 / 終点        |

### 交差する鉄道
- 阪神本線

### 沿線
- 尼崎港
- 尼崎競艇場（ボートレース尼崎）
- ジャパン尼崎元浜店
- パナソニック プラズマディスプレイ尼崎工場
- 尼崎市立わかば西小学校